# Peder Jensen (konstnär)
Peder Jensen, född 26 augusti 1892 i Karlstad, död där 19 april 1977, var en svensk skulptör. Han var son till konsul  Nils Christian Jensen och konstnären Augusta Jensen. 
Peder Jensen studerade skulptur först för bröderna Eriksson i Taserud 1909–1912 och hos Olof Eriksson i Arvika 1912–1917 samt hos skulptören Christian Skikkeld i Köpenhamn 1920–1921. Han företog en studieresa tillsammans med Skikkeld till Italien 1921 och återvände därefter till Italien 1922, 1923 och 1924. Han hyrde en ateljé i Italien och var verksam där 1927. Tillsammans med Gunhild Fryklund och Paul Grundmark ställde han ut i sina skulpturer i Borås 1936. Han medverkade även i Värmländska konstnärsförbundet och Värmlands konstförenings utställningar.  
Bland hans offentliga arbeten märks ett altarskåp i trä för Lundsbergs kyrka 1931, De 14stationerna i Jesu lidande för den romersk-katolska Birgittakyrkan i Norrköping, predikstol för Hammarö kyrka 1935, Fem profeter för Stora Kils kyrka 1939, dopaltare för Nors kyrka 1953.   
Jensen är representerad på Värmlands museum med träreliefen Utdrivandet ur paradiset samt med en gipsrelief av Kristus.